# Megamelanus spartini
Megamelanus spartini är en insektsart som beskrevs av Henry Fairfield Osborn 1905. Megamelanus spartini ingår i släktet Megamelanus och familjen sporrstritar. Inga underarter finns listade i Catalogue of Life.